# Eugeniusz Cękalski

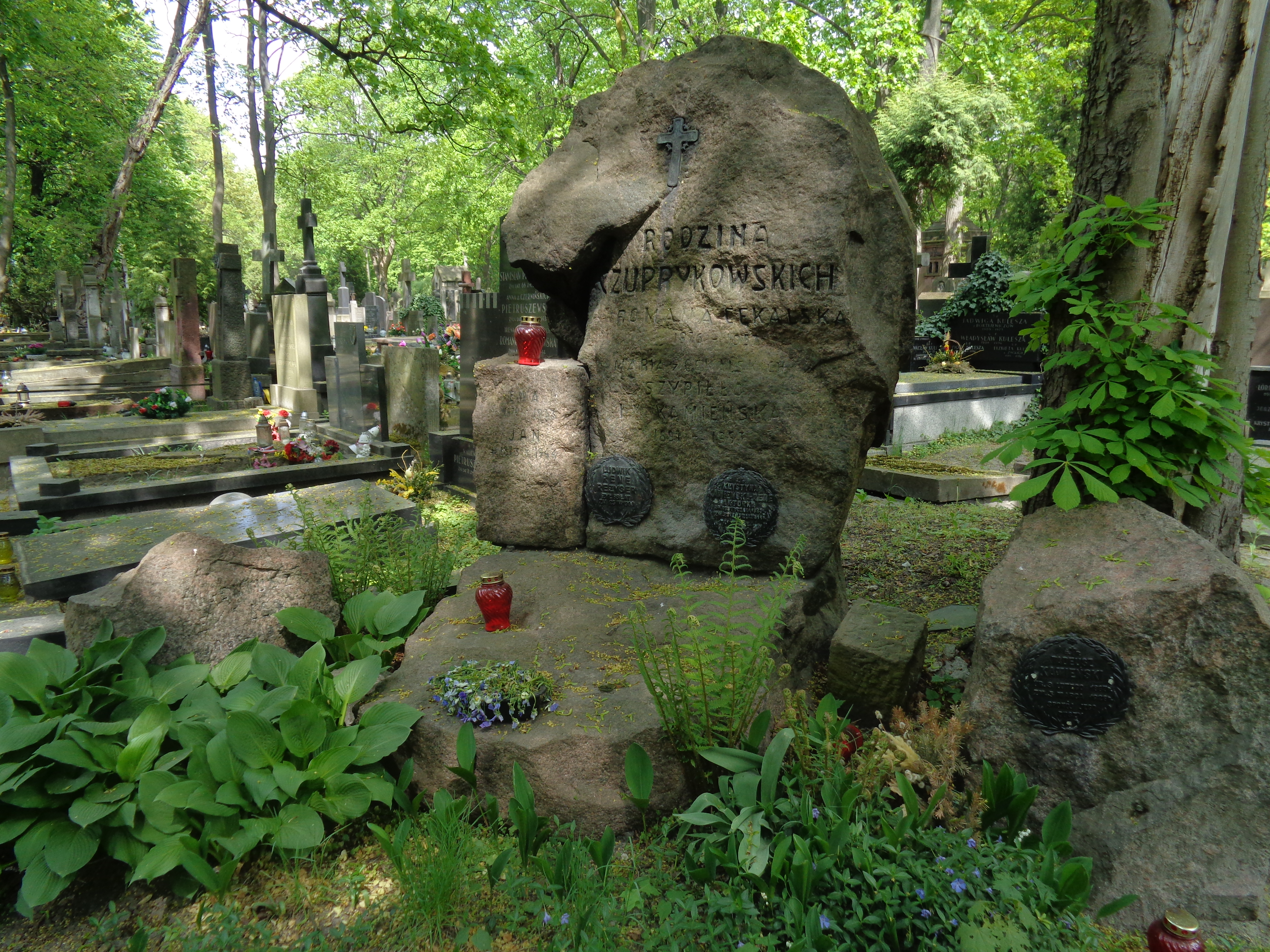
Grób Ludwika Rene i Eugeniusza Cękalskiego na cmentarzu Powązkowskim w Warszawie

Eugeniusz Cękalski (ur. 30 grudnia 1906 w Saratowie, zm. 31 maja 1952 w Pradze) – polski reżyser, scenarzysta i producent filmowy, jeden z założycieli kina polskiego, teoretyk kina.

## Życiorys
Urodził się w rosyjskim Saratowie. W 1918 roku po śmierci ojca, Eugeniusz z matką i siostrami przeprowadzili się do Krasnegostawu, gdzie uczęszczał do gimnazjum, był zastępowym w Gimnazjalnej Drużynie Harcerskiej. W latach 1920–1925 uczył się w państwowej szkole średniej w Warszawie. Od 1926 roku studiował filologię polską na Uniwersytecie Warszawskim, a jednocześnie zapisał się do Szkoły Dramatycznej Aleksandra Zelwerowicza, której jednak nie ukończył z powodu trudności finansowych. Ukończył Oddział Dramatyczny przy Państwowym Konserwatorium Muzycznym w Warszawie. Pracował jako korepetytor, tłumacz, dziennikarz („Kwadryga”). Pisał artykuły teoretyczne. 
W latach 20. i 30. XX wieku był jedną ze znaczniejszych postaci polskiego kina, zwłaszcza wśród dokumentalistyki. Był reżyserem i scenarzystą filmu Szkoda twoich łez, dziewczyno (1930), uważanego za pierwszy polski film dźwiękowy. W 1929 roku był także wśród założycieli Stowarzyszenia Miłośników Filmu Artystycznego „START”, później zaś związał się ze Spółdzielnią Autorów Filmowych. Poza działalnością artystyczną zajmował się również pisaniem teoretycznych artykułów na temat sztuki filmowej, był także autorem książki A... B... C... taśmy filmowej (1932) i Awangarda filmowa (1934). Jak całe środowisko START-u, był bardzo krytyczny wobec współczesnej mu, przedwojennej komercyjnej kinematografii polskiej, której zarzucał niedojrzałość filmowego języka, wtórność wobec teatru i literatury oraz miałkość przekazywanych treści – służących wyłącznie rozrywce mas.
Jako reżyser zadebiutował w 1929 roku średniometrażowym filmem fabularnym Dróżnik nr 24. Jego film Trzy Etiudy Chopina został nagrodzony na Festiwalu Weneckim w 1937 roku. W roku 1938 odbyła się premiera filmu Strachy, jednego z pierwszych fabularnych pełnometrażowych debiutów członków START-u, bardzo przychylnie przyjętego przez krytykę. W 1938 roku otrzymał Srebrny Krzyż Zasługi za zasługi na polu pracy zawodowej.
W czasie II wojny światowej, w 1940 roku wyjechał do Francji, gdzie był dyrektorem Biura Filmowego Ministerstwa Informacji i Dokumentacji Rządu RP na Uchodźstwie, później w Wielkiej Brytanii i USA. W tym czasie reżyserował filmy dokumentalne i propagandowe o tematyce wojennej. W 1941 jego film Biały Orzeł został nominowany do Nagrody Akademii Filmowej w kategorii „najlepszy film dokumentalny”.
Po zakończeniu wojny, w 1946 roku powrócił do kraju. Po zadekretowaniu przez zjazd filmowców w Wiśle socrealizmu jako jedynej obowiązującej poetyki, nakręcił kilka filmów zgodnie z socrealistycznymi postulatami – szczególny rozgłos zdobyły Jasne Łany (1947), odrzucone przez publiczność i będące przez długi czas obiektem dowcipów.
Cękalski był także uznanym pedagogiem – dziekanem wydziału reżyserskiego PWST, autorem kilku podręczników. 
W 1934 roku ożenił się z Janiną Dłuską, która była współautorką scenariusza do filmu Strachy. Trzecią żoną Cękalskiego była scenarzystka Krystyna Swinarska-Cękalska, Amerykanka z urodzenia, której rodzina wyemigrowała z Polski do USA pod koniec I wojny światowej.
Zmarł w Pradze, pochowany na cmentarzu Powązkowskim w Warszawie (kwatera 95-6-29,30).

## Filmografia (wybór)
- 1929: Dróżnik nr 24, (reżyseria)
- 1937: Trzy etiudy Chopina, (reżyseria)
- 1938: Strachy, (reżyseria i scenariusz – wspólnie z Karolem Szołowskim)
- 1939: Przygody pana Piorunkiewicza, (reżyseria) – film nieukończony
- 1939: Życie na opak, (reżyseria) – film planowany
- 1941: The White Eagle (Biały orzeł), (reżyseria)
- 1947: Jasne łany, (reżyseria, scenariusz)
- 1950: Dwie brygady, (współpraca reżyserska, scenariusz)

## Nagrody
- Wyróżnienie na Biennale w Wenecji za film Trzy etiudy Chopina (1937)
- Nagroda Ministra Przemysłu i Handlu na Wystawie Filmowej we Lwowie za film Trzy etiudy Chopina (1938)
- Nagroda Ministra Wyznań Religijnych i Oświecenia Publicznego na Wystawie Filmowej we Lwowie za film Nad Świtezią (1938)
- Nominacja do Oscara w kategorii: najlepszy film dokumentalny The White Eagle (1942)
- Wyróżnienie w Konkursie Filmów Szkolnych w Chicago za film Mary odwiedza Polskę (1946)
- Państwowa Nagroda Artystyczna III stopnia (zespołowa) w dziale kinematografii za realizację filmu Dwie brygady (1950)[10]
- I Nagroda na Festiwalu Filmów Krótkometrażowych w Bahii za film Żelazowa Wola (1951)
- Nagroda na Międzynarodowym Festiwalu Filmów Krótkometrażowych w Rio de Janeiro za krótkometrażowy film biograficzny Żelazowa Wola (1951)

Źródło:.